# Угніч Олексій Юхимович
Олексій Юхимович Угніч (нар. 21 вересня 1887, Хорол, Полтавська губернія — пом. після 1933) — український військовослужбовець, підполковник Армії УНР.

## Життєпис
Народився у місті Хорол Полтавської губернії у родині селянина, який згодом став депутатом Державної думи Російської імперії. Олексій закінчив Хорольське реальне училище, а у 1910 році — Чугуївське військове училище.
З 1910 року Олексій Угніч служив у 175-му піхотному Батуринському полку У Глухові. З початком Першої світової війни він був відряджений до 22-го піхотного запасного батальйону. На фронт потрапив наприкінці 1916 року у складі 175-го піхотного Батуринського полку. Останнє звання у російській армії — Поручник. Був представлений до звання штабс-капітана.
У 1917 році Угніч брав активну участь в українізації своєї частини та переведенні її з Північного фронту до Глухова. По поверненні з полком до Глухова був одним з учасників боїв з червоногвардійськими загонами за місто. З весни 1918 року Угніч служив курсовим старшиною в Інструкторській школі старшин у Києві. У травні 1919 року з рештками школи у Луцьку потрапив до польського полону. По звільненні з полону в кінці 1919 року вступив до Збірної (згодом 4-ї) Київської дивізії, у складі якої взяв участь у Першому зимовому поході. У 1920 році Олексій Юхимович — командир 31-го куреня 11-ї бригади 4-ї Київської стрілецької дивізії Армії УНР.
Олексій Угніч у листопаді 1921 року відмовився брати участь у Другому зимовому поході. На 15 вересня 1922 року був приділений до штабу 4-ї Київської стрілецької дивізії Армії УНР.
У жовтні 1923 року Угніч за амністією повернувся в окуповану більшовиками Україну. З кінця 1923-го мешкав у рідному Хоролі, працював приватним візником, займався сільським господарством. Станом на 1926 рік мешкав у Миргороді, де його заарештували органи ДПУ. Під тиском був змушений дати згоду працювати секретним співробітником, але жодних суттєвих свідчень ніколи не давав. У 1926 році разом з родиною переїхав до села Новоаврамівка, де дружина отримала місце фельдшера. У 1929 році сім'я повернулась до Хорола.
Вдруге заарештований 23 лютого 1931 року. Зважаючи на те, що Угніч не підтримував зв'язків з вояками Армії УНР та не спілкувався з односельцями, його звільнили 31 грудня того ж року. Втретє був заарештований 13 лютого 1933 року та 10 травня засуджений до трьох років заслання у Північному краї. Подальша доля залишається нвідомою.